# Pfarrkirche St. Michael (Heustreu)

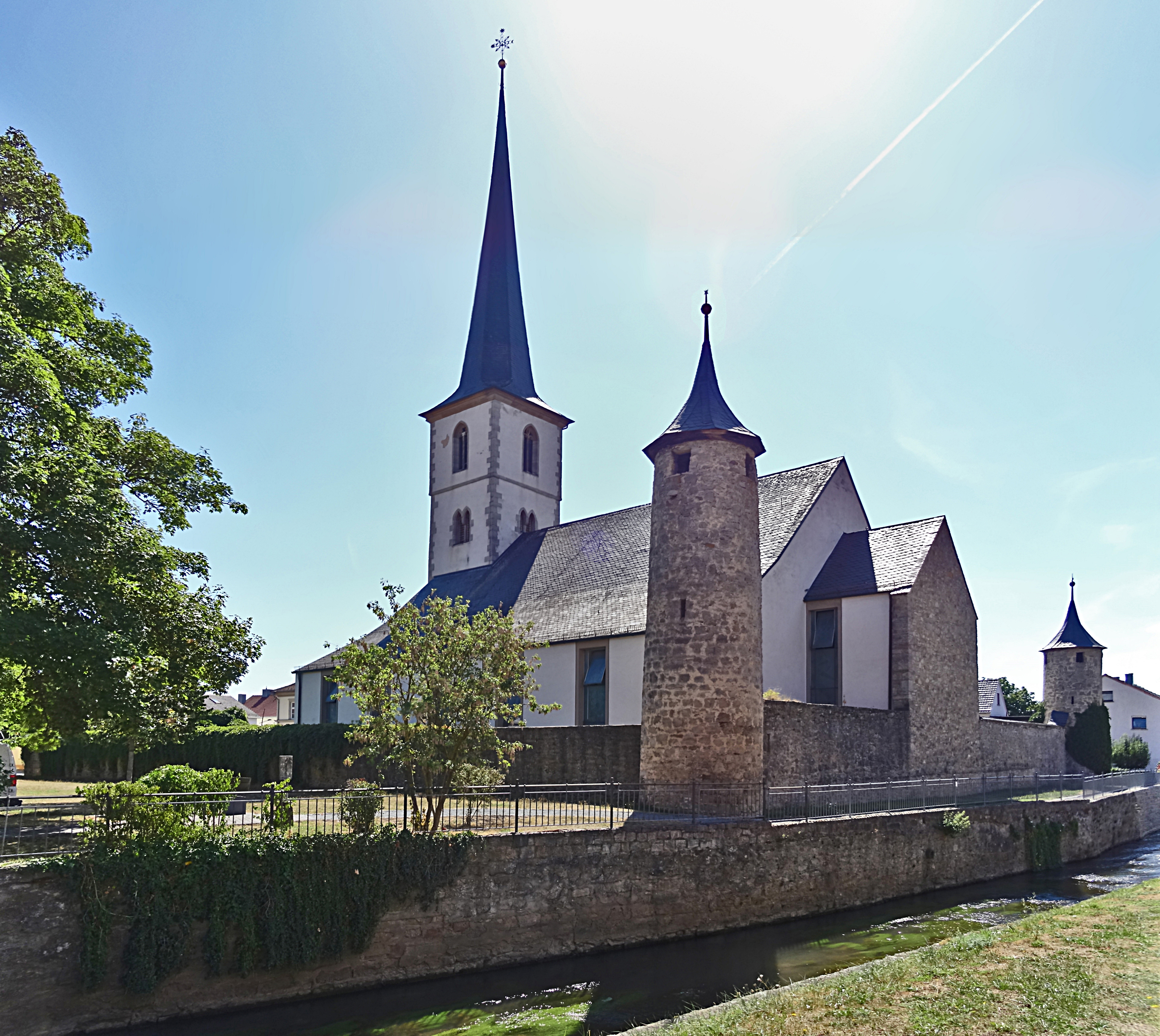
Die Pfarrkirche St. Michael in Heustreu.

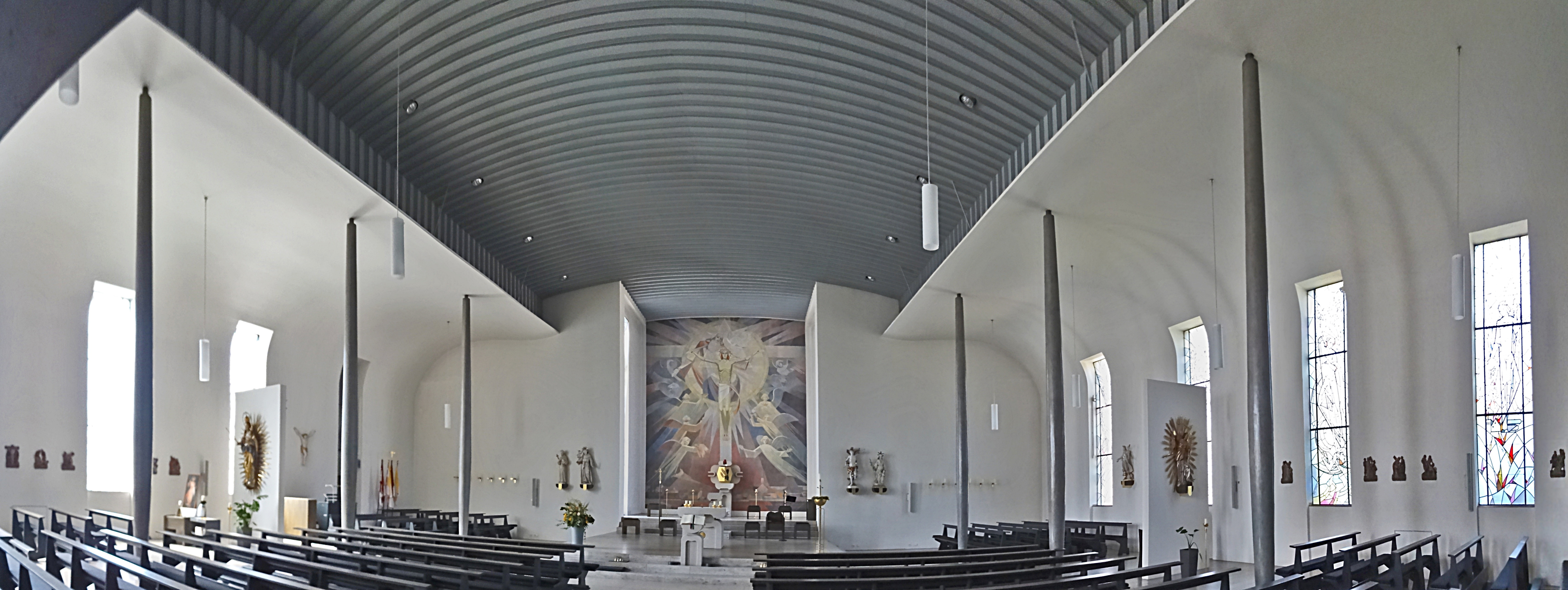
Innenansicht

Die römisch-katholische Pfarrkirche St. Michael beziehungsweise Zu den Heiligen Engeln ist die Dorfkirche von Heustreu, einer Gemeinde im unterfränkischen Landkreis Rhön-Grabfeld. Heustreu ist ein Teil der Pfarreiengemeinschaft „Um den Michaelsberg“. Die Kirche gehört zu den Baudenkmälern von Heustreu und ist zusammen mit der Kirchhofbefestigung und einem Marienstandbild im Kirchhof unter der Nummer D-6-73-133-32 in der Bayerischen Denkmalliste registriert.
In Heustreu befindet sich ebenfalls die gleichnamige Friedhofskapelle St. Michael.

## Geschichte
Die Pfarrei Heustreu wurde im Jahr 1587 durch den Würzburger Bischof Julius Echter von Mespelbrunn aus der Pfarrei Hollstadt herausgelöst, die ihrerseits aus der Urpfarrei Brend hervorgegangen war. Der Kirchturm ist der älteste Bauteil der Kirche. Er wurde im 14. Jahrhundert errichtet und um das Jahr 1600 erhöht. Das Langhaus und der Chor wurden nach Plänen des Würzburger Dombaumeisters Hans Schädel in den Jahren 1956 bis 1957 erbaut.

## Beschreibung
Die Kirche ist ein nach Westen ausgerichtetes dreischiffiges Langhaus mit gerade geschlossenem Chor. Sie besitzt ein Satteldach, das sich über den Seitenschiffen abflacht. Der Kirchturm steht östlich in der Mittelachse des Langhauses. Es handelt sich um einen Julius-Echter-Turm mit spitzem Helm und spitzbogigen Schallfenstern mit Maßwerk.

## Ausstattung

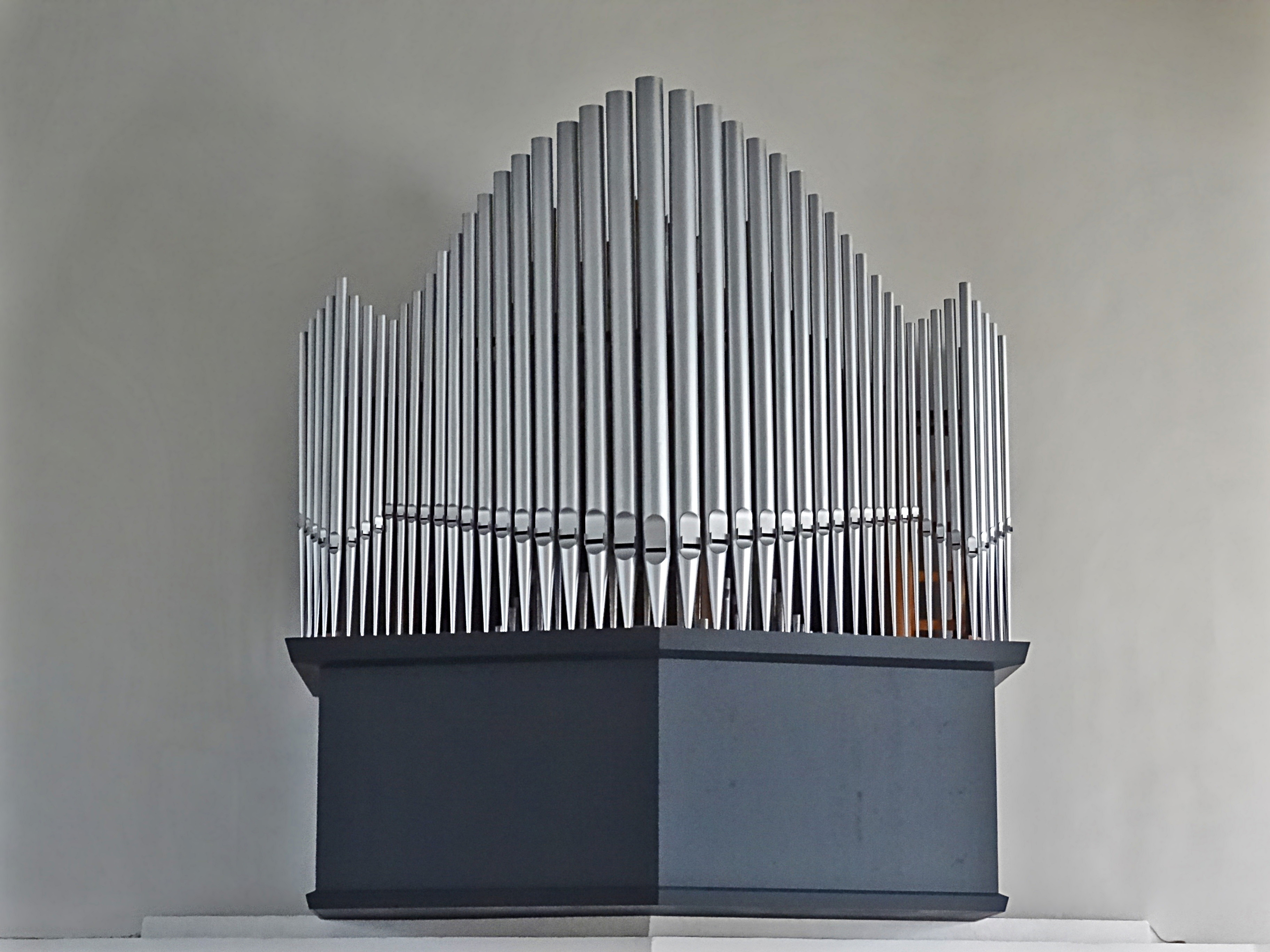
Die Orgel

In der Kirche ist nur ein Zelebrationsaltar aufgestellt. Hinter dem Altar befindet sich ein großflächiges Wandgemälde. Weiterhin enthält die Kirche eine Madonna aus dem 15. Jahrhundert. Die Orgel ist an der östlichen Wand angebracht. Das Geläut der Kirche umfasst fünf Glocken.